# The Dreams Of A Bumblebee
The Dreams Of A Bumblebee is het eerste album van de Britse band The Rifles.
Het album, opgenomen in de jaren 2004 en 2005, is in eigen beheer uitgegeven, ter promotie van hun concerten. In 2006 verscheen het eerste officiële album No Love Lost, dat veel tracks bevatte die ook op The Dreams Of A Bumblebee stonden.

## Tracklist
1. Local Boy
2. Down South
3. Lost In London
4. She's The Only One
5. Repeated Offender
6. August
7. Rock The Boat - Beautiful Music
8. Rainy Monday
9. Waterside
10. When I'm Alone
11. Local Boy (Acoustic)